# Janoš Županek
Janoš Županek (madžarsko Zsupánek János), slovenski pisatelj in pomožni kantor na Madžarskem, *6. januar 1861, Šalovci, †11. marec 1951, Šalovci.
Janoš je bil sin Mihaela Županeka in oče Vilmoša Županeka. Njegova mati je bila Marija Gomilar. 
Oče je bil od leta 1852 do leta 1859 vojak v avstrijski vojski . Služil je na Kranjskem in se boril v Severni Italiji, kjer je med drugim sodeloval v bitki v Solferinu. Mihael tam je spoznal nekaj pesmi v slovenskem jeziku. Oče je pel v cerkvenem zboru v Dolencih in tam prepisal staro dolenjsko pesmarico.
Janoš je kasneje nadaljeval očetovo delo in tudi sam prepisal veliko starih pesmi, lotil pa se je tudi pisanja lastnih. Ko je oče umrl, je bil Janoš že pomožni kantor v Dolencih. 
Leta 1908 je v Murski Soboti izdal mali moltivenik v prekmurščini, v katerem je objavil tudi nekaj novih molitev. Leta 1910 je v Murski Soboti izdal še drugo knjigo, v kateri so bile zbrane mrliške pesmi. V rokopisu je pisal tudi madžarske pesmi delno od Štefana Sijarta (Mrtvecsne peszmi, 1796). V časopisu Novine Jožefa Klekla je leta 1916 izdal tudi eno predelano knjižico.

## Dela
- Magyar dalok (Madžarske pesmi) (1884-1893)
- Vu iméni Ocsé, i Sziná, i Dühá, szvétoga Ámen (V imenu Očeta in Sina in Svetega Duga Amen) (1908)
- Mrtvecsne peszmi (Mrliške pesmi) (1910)
- Szenje blázsene device Marie (Sejem blažene Device Marije) (Novine, 1916)